# Haddy Jatou Sey
Haddy Jatou Sey ist eine gambische Entwicklungssoziologin und Politikerin. 2024 war sie für vier Monate Ministerin für den primären und sekundären Bildungsbereich. 

## Werdegang
Sey studierte Soziologie an der American University in Washington, D.C. und schloss das Studium mit einem Bachelor ab. Später studierte sie an der University of Sussex in Großbritannien und erwarb dort einen Master in Gender and Development.
Sie arbeitete als internationale Beraterin für die Afrikanische Entwicklungsbank und war von 1996 bis 2022 für die Weltbank tätig, u. a. als Senior Specialist in Social Development und internationale Beraterin. Von 1997 bis 2001 war sie außerdem Beraterin für Gender und Erziehung am American Institute for Research in Virginia.
Am 15. März 2024 ernannte Präsident Adama Barrow sie als Nachfolgerin von Claudiana Cole zur Ministerin für den primären und sekundären Bildungsbereich. Am 12. Juli 2024 reichte sie ihren Rücktritt ein. Dieser wird mit dem Umstand in Verbindung gebracht, dass Sey neben der gambischen auch die US-amerikanische Staatsangehörigkeit hat.
Im August 2024 übernahm sie bei der Organisation der islamischen Welt für Bildung, Wissenschaft und Kultur (ICESCO) die Leitung der Abteilung Bildung.